# Cuerpo de Caballería (Francia)
El Cuerpo de Caballería (en francés: Corps de Cavalerie) era un cuerpo de ejército  francés  mecanizado fundado en 1939 y desactivado en 1940 después de la derrota de Francia por en manos de la Alemania. Comandada por el general René Prioux, el Cuerpo de Caballería avanzó hacia Bélgica en mayo de 1940, imprimiéndole un significativo retraso en el avance del 16° Cuerpo de Ejército alemán (motorizada). Sin embargo, las fuerzas alemanas lograron aislarlos de la mayor parte del Ejército francés, por lo que el cuerpo fue evacuado a Inglaterra, para luego ser enviados de vuelta a Francia a finales de mayo y principios de junio de 1940. Crudos combates resultaron en pérdidas significativas de vehículos blindados, y un deterioro constante del poder de combate del Cuerpo. El Cuerpo de Caballería dejó de pelear cuando el Armisticio del 22 de junio de 1940 entró en vigor, y se desmovilizó el 11 de julio de 1940.

## Formación
Formado el 27 de agosto de 1939 en Saint Quentín, Francia, el Cuerpo de Caballería no vio acción hasta el 11 de mayo de 1940 en las cercanías de Tongres. El cuerpo tenía varias unidades asignadas durante el período de la Guerra de broma, pero en el momento de la invasión alemana en mayo de 1940, el cuerpo comandó a la  2° y a la  3° Divisiones Mecanizadas Ligeras francesas, así como a pequeñas unidades de reconocimiento y de artillería.

## Combate
El Cuerpo de Caballería vio acción en tres distintas fases de los combates en 1940. Esas fases fueron: la Batalla del Dyle (del 10 al 18 de mayo), la Batalla del Norte (mayo 19-junio 9), y la Retirada del Ala Izquierda (del 10 al 25 de junio). En general, dichas fases, respectivamente corresponden a la lucha que se efectuó en territorio belga en mayo, los combates en el norte de Francia a principios de junio, y la larga retirada del Ejército Francés en el sur de Francia durante mediados y finales de junio. El Cuerpo de Caballería, en particular, se destacó por un sólido rendimiento durante las batallas de  Hannut y  Gembloux durante la lucha en Bélgica. Al mismo tiempo, el pobre entrenamiento de los franceses conllevaron a las derrotadas en la  Sedan, el Cuerpo de Caballería se enfrentó con el XVI Cuerpo motorizado alemán (motorizada), compuesto por dos divisiones Panzer en igualdad de condiciones en Hannut y en la brecha de Gembloux.
Hasta el 31 de junio del 10 de mayo de 1940, los hombres del cuerpo fueron evacuados a Inglaterra y luego regresó a Francia a través del puerto de  Brest y Cherbourg.
Al final de la retirada de las fuerzas francesas, el Cuerpo de Caballería se componía de la 1° y la 3° División Mecanizada Ligera Francesa. La 1° División se reagrupó en Ribérac y la 3° DLM se reunieron en Saint-Aquilin, ambos en la región del río Dordoña. El Cuerpo de Caballería fue desmovilizó el 11 de julio de 1940.

## Comandantes
- 09/02/1939 - 05/25/1940 Teniente-General Prioux
- 05/25/1940 - 07/11/1940 Mayor-General Langlois